# 짐 비버

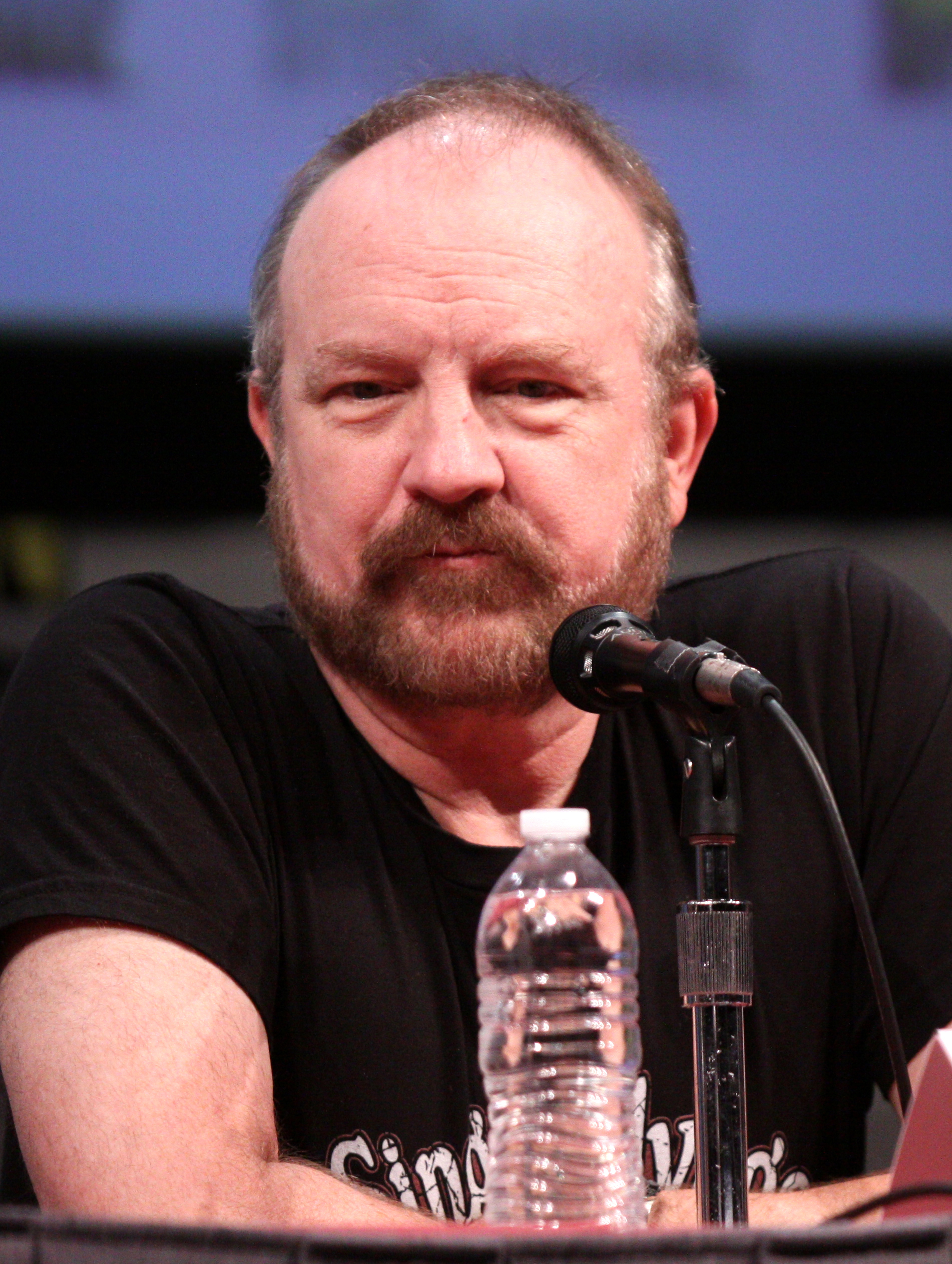
짐 비버

짐 비버(Jim Beaver, 1950년 8월 12일 ~ )는 미국의 배우이다.

## 출연 작품
- 우리 생애 나날들
- 더 영 앤 더 레스트리스
- 더 시니어스
- 달라스
- 오사카 블루스
- 실크우드
- 달콤한 복수
- 디펜스 플레이
- 참전 용사
- 터너와 후치
- 엘 디아블로
- 리틀 시크릿
- 시스터 액트
- 건스모크 4
- 슬리버
- 투게더
- 나쁜 여자들
- 회색 게임
- 솔로몬 가족은 외계인
- 킬링 타겟
- 필사의 구출
- 새첨 팜
- 웨스트 윙
- 매그놀리아
- CSI 과학수사대
- 노블리
- 레드락 탈출
- 캔디 케인
- 어댑테이션 - 랜저 토니
- 데이비드 게일
- 데드우드
- 수퍼내추럴 시즌1 - 바비 싱어
- 데이 브레이크
- 빅 러브
- 넥스트 - 위스덤
- 다크 앤 스토미 나잇
- 하퍼의 섬
- 레전드 오브 헬스 게이트: 언 아메리칸 컨스피러시
- 덱스터 시즌7